# George Fischer Elpons
Georg Fischer-Elpons ou George Fischer Elpons ou, ainda, Jorge Elpons (Berlim, 7 de setembro de 1866 —  São Paulo, 9 de julho de 1939) foi um pintor, e professor alemão que se radicou na capital paulista onde criou uma das primeiras escolas de desenho e pintura da cidade em sociedade com José Wasth Rodrigues.

## Biografia
Elpons estudou inicialmente em Berlim e depois, por cinco anos, em Munique, na Academia de Arte da Baviera  O governo do Estado pretendeu adquirir para o acervo da Pinacoteca alguns quadros entre os quais uma das rosas de Elpons. O pintor deve ter aceito os quinhentos mil-réis que lhe foram oferecidos pela obra uma vez que o quadro hoje se encontra na Pinacoteca do Estado. 
Foram seus alunos, dentre outros, os conhecidos e conceituados artistas Di Cavalcanti, Tarsila do Amaral, Anita Malfatti, Nicola Petti, Hugo Adami e Cesar Lacanna.
Foi um pintor que escolheu como tema principal de suas obras a natureza morta. Conhece-se, entretanto, algumas raras paisagens. Como 
bom alemão, encontramos em seus trabalhos tendências expressionistas.